# H-boat

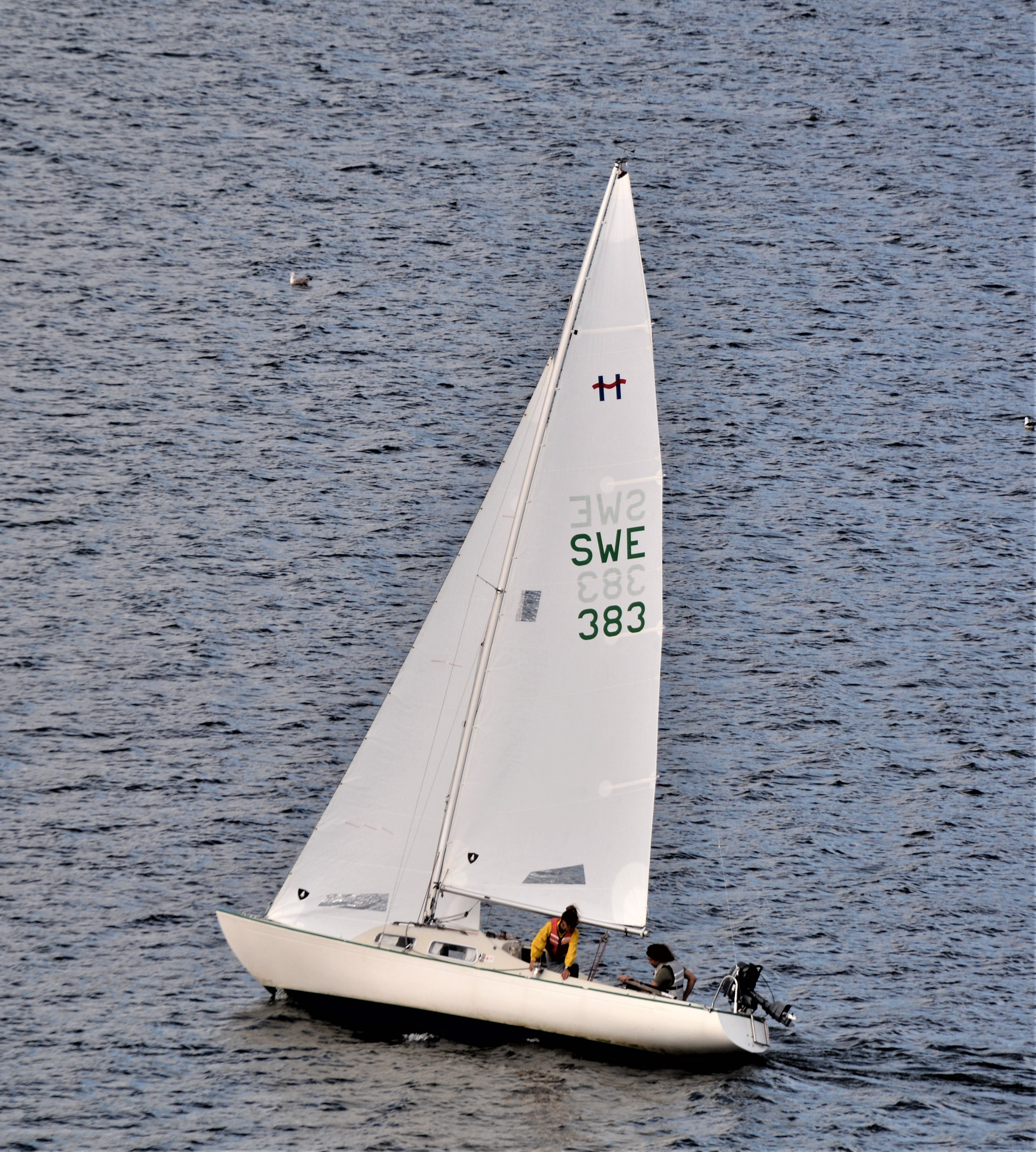
H.boat

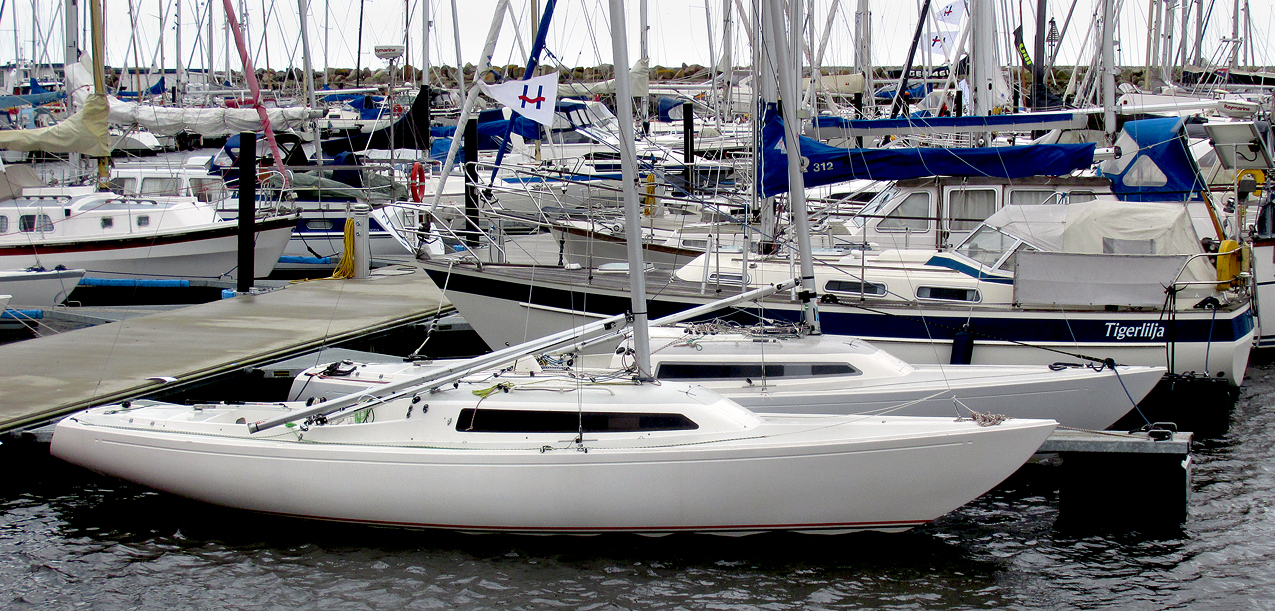
Two H-boats in Ystad guest harbor during Ystad Sail Racing Week. 9 July 2015.

L'H-boat è una barca a vela da regata, la cui classe è riconosciuta dalla International Sailing Federation.

## Storia
Disegnata dal finlandese Hans Groop nel 1967, con successive modifiche minori apportate in seguito dal pluricampione olimpico svedese Paul Elvstrøm nel 1971.

## Descrizione
La lettera H di H-boat deriva del termine della mitologia greca Hestia, non è quindi l'iniziale del nome del suo disegnatore (Hans), come potrebbe sembrare.